# 上巨虛穴
上巨虛穴是属于足陽明胃經的腧穴，是大腸下合穴。

## 定位
犢鼻穴下6寸，距脛骨前緣一橫指。

## 主治
胃腸疾病如腹痛、腹脹、痢疾、便秘等。下肢疾病如痿痺、腳氣等。

## 操作
直刺1～1.5寸，可灸。